# Epibryon tripartitum
Epibryon tripartitum är en svampart som beskrevs av Döbbeler 1982. Epibryon tripartitum ingår i släktet Epibryon och familjen Pseudoperisporiaceae.   Inga underarter finns listade i Catalogue of Life.